# Нчеленге
Нчеленге (на английски: Nchelenge) е град в Северна Замбия. Намира се в провинция Луапула, на брега на езерото Мверу и границата с Демократична република Конго. Главен проблем за града е липсата на питейна вода и болестта СПИН, от която около 25% от населението е заразено. Населението му е 36 894 жители през 2010 г.